# Serasa
Serasa (malaiisch Mukim Serasa) ist ein Mukim oder Verwaltungsbezirk des Daerah (Distrikt) Brunei-Muara von Brunei. Der nördlichste Distrikt von Brunei ist auf drei Seiten von der Südchina-See umgeben. Der Distrikt untersteht einem malaiisch penghulu. Der gegenwärtige Amtsinhaber ist Johari bin Abdul Razak. Serasa hat 16.173 Einwohner (Stand: Zensus 2016). 2014 wurden 16.242 Einwohner gezählt. In Serasa liegt auch die „Stadt“ Pekan Muara und Muara Port, der Haupthafen des Landes.

## Geographie
Serasa ist der nordöstlichste Mukim im Distrikt Brunei-Muara und damit der nördlichste Distrikt in Brunei insgesamt. Die Grenze zum Inland bildet der Mukim Mentiri im Westen; im Norden grenzt das Südchinesische Meer an, das im Osten und Süden in die Brunei Bay übergeht. Nur wenige Kilometer weiter südöstlich beginnt am Tanjong Gosok (Tanjong Trusan,⊙) der Bundesstaat Sarawak von Malaysia.
Zum Mukim Serasa auf dem Festland gehören auch mehrere Inseln beziehungsweise Sandbänke: 
Nördlich der Küste liegen die Pelong Rocks (malaiisch Pulau Pilong-Pilongan) und im Osten, innerhalb der Brunei Bay, liegt die Insel Pulau Muara Besar. Die Insel ist durch die Jambatan Pulau Muara Besar (Pulau Muara Besar-Brücke) mit dem Festland verbunden.
Die Pelumpong Spit (Landzunge Pelumpong) war ursprünglich die Ost-Verlängerung der Landspitze von Muara, wurde aber durch den Bau eines Kanals vom Festland getrennt und ist heute eine schmale Insel. Der Kanal gibt leichteren Zugang zum Hafen Muara Port, der sonst nur durch die Anson Passage zu erreichen war.
Serasa Spit ist eine künstliche Landzunge, die sich von Tanjong Serasa im Süden weiter nach Südosten erstreckt und als Badestrand dient. An ihrem Ausgangspunkt liegt auch der Royal Brunei Yacht Club. 
Im Süden von Serasa mündet der kurze Sungai Salar in die Brunei Bay; ein Teil seines Einzugsbereiches ist als Bukit Tempayan Pisang Recreational Park gestaltet.

## Verwaltungsgliederung
Der Mukim ist offiziell noch in sechs weitere Kmapong (Dörfer) unterteilt, wobei Muara als „Stadt“ gilt, obwohl es keine eigene Verwaltung hat:
- Kapok
- Meragang
- Muara
- Pelumpong
- Sabun
- Serasa

Pelumpong ist unbewohnt und umfasst nur die Pelumpong Spit.

### Kampong Serasa

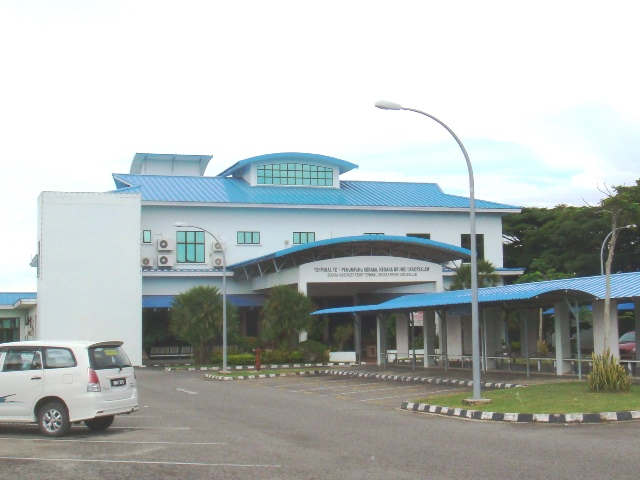
Serasa Passenger Ferry Terminal

Der namengebende Ortsteil Kampong Serasa liegt südlich von Muara an der Westküste der Brunei Bay beziehungsweise der Anson Passage. Der Ort umfasst zugleich Wohnsiedlungen, Industriegebiete und den Haupt-Passagierhafen von Brunei.
Im Ortsgebiet liegen die Schulen Pengiran Isteri Hajjah Mariam Secondary School, Serasa Primary School und Pengiran Muda Abdul Azim Religious School.

## Bildung

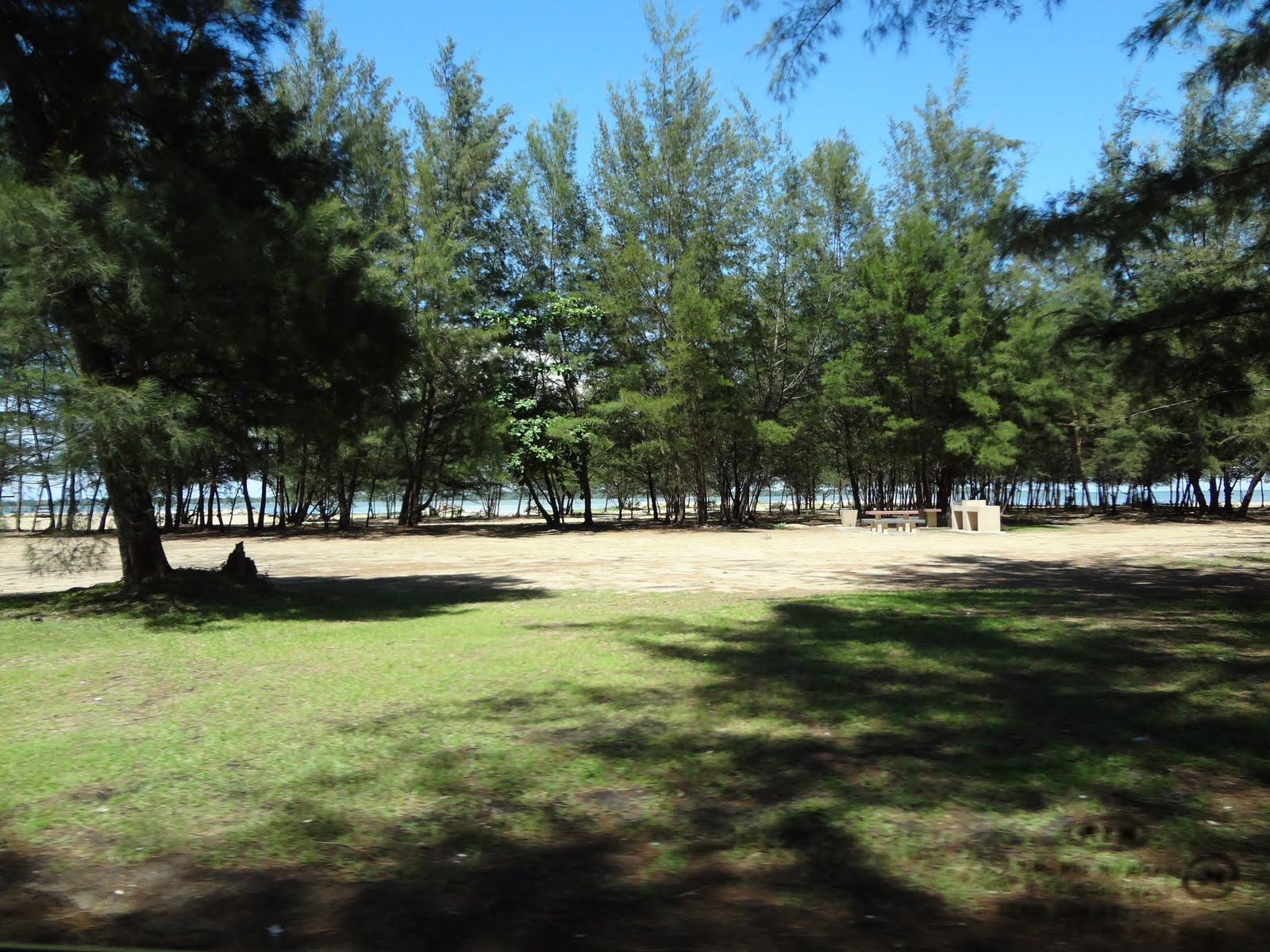
Serasa Beach

Im ganzen Mukim gibt es zahlreiche staatliche Schulen. Islamische Religionsschulen sind teilweise auf dem Gelände der Grundschulen untergebracht.
In Meragang befindet sich ein Sixth Form College, Meragang Sixth Form Centre, wo eine weiterführende Ausbildung nach der Secondary School angeboten wird. Diese Schule bedient auch die angrenzenden Mukim.

## Religion
Über 60 % der Einwohner von Serasa sind Muslime, daher sind Moscheen erbaut worden, vor allem um die Freitagsgebete (Jumu'ah) abzuhalten. In Serasa befinden sich die Setia Ali Mosque, Kampong Kapok Mosque und Kampong Perpindahan Serasa Mosque.

## Sehenswürdigkeiten
Die Küste von Serasa ist gesäumt von Badestränden in Meragang, Muara und Tanjong Batu, die auch offiziell als Erholungsgebiete ausgewiesen sind.
Auch die künstliche Serasa Spit ist als Badestrand gestaltet.
Brooketon Colliery ist eine aufgelassene Kohlemine. Sie stammt aus der Zeit von Charles Johnson Brookes Herrschaft über Sarawak im späten 19. und frühen 20. Jahrhundert.
In Muara ist die Royal Brunei Navy stationiert.